# Австро-турецкая война (1566—1568)
Австро-турецкая война 1566—1568 — четвёртая война между Австрией и Османской империей.

## Возобновление войны
Мир, заключённый между Австрией и Османской империей в 1559 году, после серии пограничных столкновений был в 1562 году продлён на 8 лет. Габсбурги возобновили свои притязания на принадлежавшие трансильванскому князю Яношу Жигмонду районы Затисья (Парциум). На их сторону перешёл главный военачальник Затисья Меньхерт Балашши, передавший в 1561—1562 годах австрийцам крепости Сатмар и Надьбанья.
Приход к власти императора Максимилиана II потребовал нового подтверждения мирного договора и привёл к возобновлению военных действий. Австрийцы направили в Затисье 7-тыс. отряд, а Янош Жигмонд атаковал Сатмар. Потерпев поражение, он был вынужден заключить Сатмарский договор, ограничивавший его власть Трансильванским воеводством, отказывался от титула короля Венгрии, а после его смерти княжество должно было отойти к Габсбургам. В 1564—1565 годах посол Максимилиана Михаил Чернович вёл переговоры в Стамбуле, пока необъявленная война набирала обороты. Ставший в 1565 году великим визирем Мехмед Соколлу потребовал у австрийцев вернуть захваченные ими Токай и Серенеш и отменить Сатмарский договор. Его племянник Мустафа Соколович предпринял наступление в Хорватии, где захватил несколько крепостей и после упорной борьбы овладел принадлежавшей Миклошу Зриньи Круппой, все защитники которой были уничтожены вместе с женщинами и детьми. 

## Седьмой походСулеймана
В ноябре 1565 года султан отдал будайскому паше приказ о подготовке к походу. 1 мая 1566 года армия Сулеймана выступила из Стамбула. Её численность достигала 100 тыс., из которых 42 тыс. регулярных войск. Государственное собрание Венгрии 2 февраля постановило собрать с каждого крестьянского надела по 2 флорина на снаряжение войска. Помощь императору предоставили рейхстаг, Рим, наследственные владения и итальянские князья. В результате к началу лета удалось собрать 100-тыс. армию. 
Отдельный корпус под командованием второго визиря Пертав-паши был направлен против важной крепости Дьюла в долине Кереша. Дьюла была осаждена 12 июля и пала после 8 недель осады. Войска Яноша Жигмонда атаковали Среднюю Венгрию. Сам он 29 июня прибыл к султану в Белград и получил атнаме, подтверждавшее его власть и вассальную зависимость. Будайский паша Арслан 6 июня осадил крепость Палоту, но её защитники во главе с Дьёрдем Тури при помощи подошедших габсбургских войск отразили османов. Вместе с дьерским капитаном Экхардом фон Зальмом Тури 24 июня отбил у османов Веспрем, а затем Тату. Миклош Зриньи разбил турецкий отряд у Шиклоша. 

## Осада Сигетвара
7 августа войско Сулеймана осадило Сигетвар, расположенный к западу от Печа и прикрывавший дорогу на Вену. Крепость оборонял венгеро-хорватский гарнизон под командованием Миклоша Зриньи, численностью 2,5 тыс. человек. Габсбургская армия на помощь городу не пошла, заняв позицию у Мадьяровара, а затем у Дьера, чтобы перекрыть путь к австрийской столице. Турки обрушили на Сигетвар огонь 300 орудий, методично разрушавших укрепления и превращавших в пылающие руины городские кварталы. 9 августа защитники сожгли Новый город и отступили в Старый. 19 августа он был взят турками, и Зриньи отступил в цитадель. С 26 августа по 4 сентября он отразил восемь штурмов, предпринятых войсками султана. В ночь на 6 сентября безжалостный завоеватель, которого благодарные французские союзники прозвали «Великолепным», умер. Мехмед Соколлу скрыл его смерть от войска. 8 сентября Зриньи с остатками гарнизона предпринял отчаянную попытку пробиться из города, и в жестоком бою погиб со всеми своими людьми. Взятие Сигетвара стоило туркам 25 тыс. человек. Удовлетворившись этим незначительным и дорого стоившим успехом, турки прекратили военные действия задолго до начала осенних холодов. 
Для Венгрии итоги последнего похода Сулеймана оказались тяжёлыми. Крымские татары, союзники Яноша Жигмонда, были отражены от Дебрецена и Кашши, но долины Тисы и Мароша были совершенно опустошены, города и деревни преданы огню, и около 90 тыс. человек угнано в рабство

## Мир
В августе 1567 года начались мирные переговоры. 17 февраля 1568 года послы Максимилиана подписали с Селимом II Адрианопольский мир, закрепивший османские завоевания и на четверть века установивший относительное равновесие на Среднем Дунае. Император, как король Венгрии, обязался выплачивать за свои владения ежегодную символическую дань в 30 тыс. флоринов. Несмотря на постоянные нарушения и крупные пограничные конфликты, в 1576 и 1583 годах мир продлевался на 8 лет, вплоть до начала так называемой «Долгой», или Пятнадцатилетней войны. 

## Итоги
Со смертью Сулеймана I закончился период масштабных османских завоеваний в Среднем Подунавье. Габсбургам удалось сохранить под своей властью около 30 венгерских комитатов, из которых 20 приходилось на территории Верхней Венгрии. Итогом четырёх австро-турецких войн стало разделение Венгрии на три части, и такое положение вещей сохранялось до времен Великой Турецкой войны. Трансильванский вопрос был урегулирован Шпейерским соглашением 16 августа 1570 года. Янош Жигмонд отказывался от титула «избранного короля Венгрии», приняв титул «князя Трансильвании и частей Венгрии». В случае отсутствия наследников эти территории должны были отойти Габсбургам. Последний пункт не соответствовал законам Трансильвании, и после смерти Яноша Жигмонда в 1571 году Государственное собрание избрало на его место Иштвана Батори.